# 靳光瀚
靳光瀚為中國清朝武將官員，本籍山西。靳光瀚於1729年（雍正7年）奉旨接替何勉，於台灣地區擔任台灣北路營參將（營署設於諸羅）。而此官職是台灣清治時期此階段，受台灣鎮總兵制約的台南以北最高軍事將領。1934年，他又回任台灣，升任台灣北路協副將。
| 前任： 何勉 | 台灣北路營參將 1729年上任 | 繼任： 張永龍 |

| 前任： 馬驥 | 台灣北路協副將 1734年上任 | 繼任： 觀柱 |